# Paul Schoenfield
Paul Schoenfield (Detroit, 24 januari 1947) is een Amerikaans componist en pianist. Hij komt vanuit een Joodse traditie. Schoenfield studeert muziek vanaf zijn zesde levensjaar; eerst piano (bij onder meer Rudolf Serkin), maar al snel volgt compositie. Hij heeft gestudeerd aan de Universiteit van Arizona. Nadat hij daar afgestudeerd was ging hij lesgeven in Toledo (Ohio) en vestigde zich als freelance componist/musicus in Minneapolis / Saint Paul. Na verloop van tijd vond Schoenfield het tijd voor een sabbatical en ging naar Israël om in een kibboets te werken, mede vanwege zijn interesse in het Hebreeuws. Eenmaal terug zit hij vaak op het concertpodium, alhoewel die werkzaamheden later minder worden.
Zijn muziek is een mix van de traditionele klassieke muziek met jazzachtige Vaudeville, ook folk- en Klezmer-elementen zitten in zijn muziek . De stijlen zijn daarbij niet met elkaar vermengd, maar komen als aaneengesloten fragmenten voorbij. Soms wordt een vergelijking gemaakt met de muziek van George Gershwin.  Zijn bekendste werk is Cafémuziek.